# 러시아계 한국인

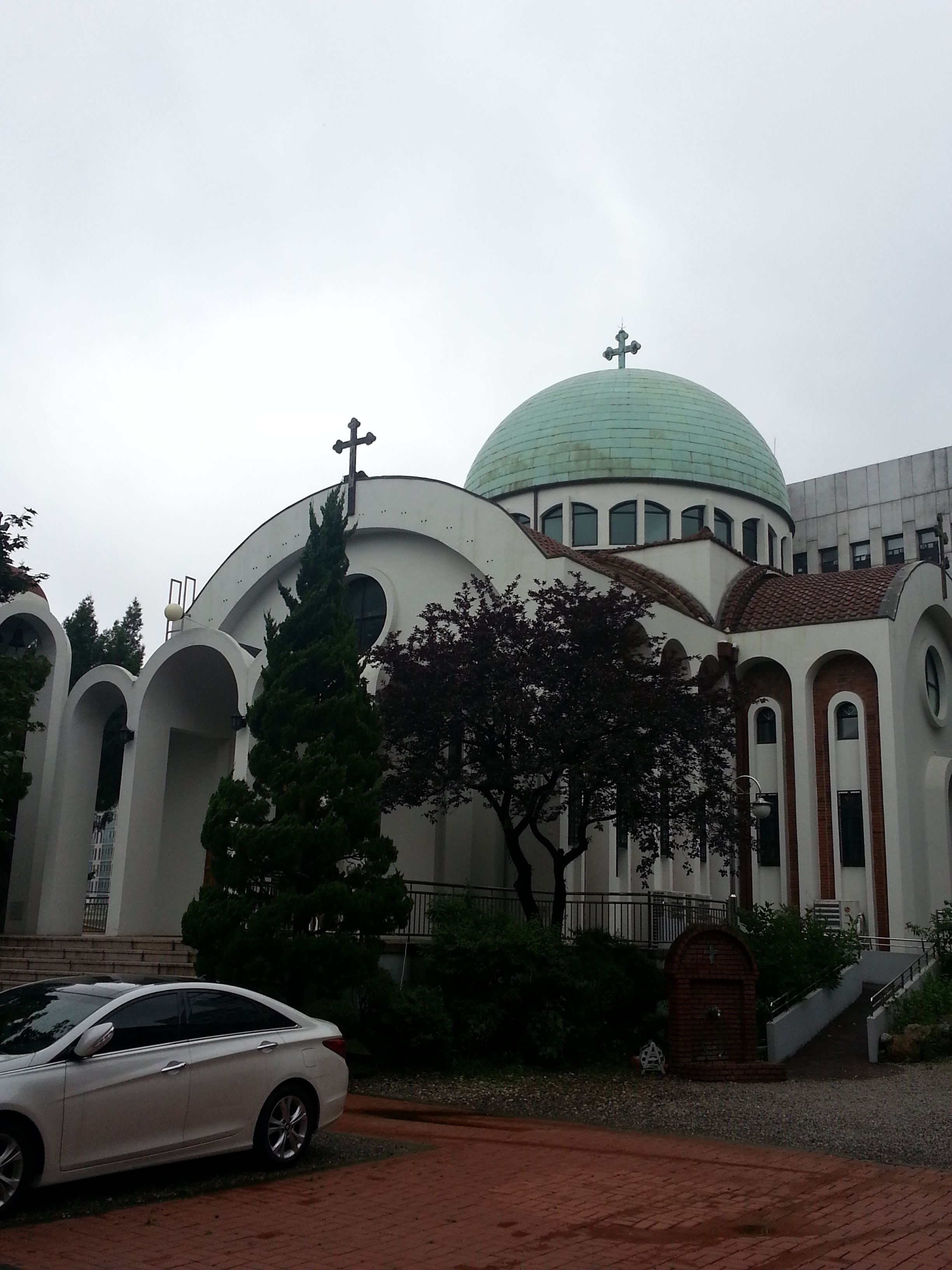

러시아계 한국인은 러시아 혈통을 지닌 대한민국 사람이다. 재한 러시아인은 대한민국에 거주하는 러시아인을 말한다.

## 역사
러시아인이 한국에 거주하기 시작한 것은 1884년 한로 수호 통상 조약부터 러시아인 일부가 거주하게 되었으며 1922년에는 적백내전 때문에 피난 온 7500명의 러시아인 난민이 함경남도 원산항에 입항하기도 했으며 그 중 대부분은 상하이, 하얼빈, 샌프란시스코로 다시 떠났지만 일부 러시아인은 한국에 정착해 살기도 했다.
1990년에 대한민국이 소비에트 연방과 국교를 맺은 이후 러시아인의 이주가 본격화되어 서울과 부산 등지에서 러시아 타운이 만들어졌으며 일부는 대한민국 국적으로 귀화했다. 대표적으로 축구 선수 신의손이 대한민국으로 귀화한 사례가 있으며 박노자, 데니스 락티오노프 등이 귀화를 하였고 2008년에 한 과학자가 귀화하여 화제가 되기도 하였다.
영주권자, 결혼 이민자, 취업 이민자, 유학생 등을 포함하면 현재 5만 명 가량의 러시아 시민권자가 한국에 거주하고 있으며, 그 중 한국계 러시아인 20,000명 가량이 포함된다.

## 유명한 인물
- 데니스 락티오노프 (이성남), 축구 선수
- 안드레이 란코프, 역사학자, 저널리스트
- 박노자, 교수, 작가, 칼럼리스트
- 신의손(발레리 사리체프), 축구 선수 및 코치
- 티모페이 랍신, 바이애슬론 선수
- 세르게이 타라소프, 피아니스트, 대구 계명대 교수
- 일리야 벨랴코프, 방송인
- 김수정, 방송인
- 라리사, 모델, 방송인

## 같이 보기
- 러시아계 일본인
- 러시아계 중국인
- 러시아계 미국인